# Paramount International Networks
Paramount International Networks (PIN) — міжнародний підрозділ американського багатонаціонального розважального конгломерату засобів масової інформації Paramount. Під його контролем виробництво, трансляція та просування ключових брендів Paramount за межами Сполучених Штатів. Ці бренди включають Paramount Network, Comedy Central, MTV, Nickelodeon, BET і Colors TV, а також канали під брендом CBS у спільному володінні з AMC Networks International. PIN також володіє 30% акцій анімаційної студії Rainbow в Італії, а також 49% акцій в індійському спільному підприємстві Viacom18 з вітчизняним партнером TV18.
Штаб-квартири мережі знаходяться в Нью-Йорку та Лондоні. Інші міжнародні офіси розташовані в Сан-Паулу, Берліні, Стокгольмі, Амстердамі, Варшаві, Мадриді, Мілані, Мумбаї, Парижі, Сінгапурі, Будапешті, Белграді та Сіднеї. Його перші міжнародні офіси відкрилися наприкінці 1980-х років у Лондоні та Амстердамі із запуском MTV Europe. Він був створений на основі ребрендингу MTV Networks компанії Viacom, який включав MTV, BET, VH1 і Nickelodeon, Comedy Central.
Перед тим, як стати генеральним директором Viacom, Роберт Бакіш був президентом VIMN з 2011 по 2016 рік, обіймаючи різні посади у Viacom з 1997 року. Зараз відділ очолює Пам Кауфман.

## Підрозділи
Станом на січень 2020 року Paramount International Networks розділена на дві групи брендів (розваги і молодіжні бренди, діти та сім'я) і три регіональні центри (Велика Британія та Австралія, EMEAA і Америка).

### Велика Британія та Австралія
Paramount Networks UK & Australia є дочірньою компанією Paramount Global зі штаб-квартирою в Лондоні.

### Європа, Близький Схід, Африка та Азія
Paramount Networks EMEAA (раніше MTV Networks Europe, Viacom International Media Networks Europe і ViacomCBS Networks EMEAA) є дочірньою компанією Paramount Global, яка обслуговує Європу, Близький Схід, Африку та Азію.
На даний момент складається з наступних відділі:
- Paramount Networks Northern Europe, яка обслуговує країни Бенілюксу (Нідерланди, Бельгія), Північні країни (Данія, Фінляндія, Норвегія, Швеція), Ірландію, DAPOL (Німеччина, Австрія, Польща), німецькомовну Швейцарію, Естонію, Латвію, Литву, Угорщину, Республіку Македонію, Румунію, Україну та країни СНД.
- Paramount Networks Southern Europe, Middle East, and Africa  (SWEMEA), яка обслуговує Францію, франкомовну Швейцарію, Італію, Іспанію, Португалію, Близький Схід і Африку.
  - Paramount Networks Italia, підрозділ, заснований у 2011 році, щоб Viacom придбав 30% акцій анімаційної студії Rainbow[3].

#### Індія
Viacom18 — це спільне підприємство Paramount Global і TV18, яке керує телевізійними брендами в Індії разом із вітчизняним брендом Colors TV.

### Америка
Paramount Networks Americas (раніше MTV Networks Latin America, Viacom International Media Networks The Americas і ViacomCBS Networks Americas) є регіональною дочірньою компанією Paramount International Networks. Її оперативний штаб розташований у Маямі, штат Флорида, США, який незабаром буде перенесений до Мексики, Бразилії, Аргентини та Колумбії. Оскільки наразі вони розташовані в Сполучених Штатах, усі канали PNA регулюються Федеральною комісією зв'язку, регулятором мовлення США, незважаючи на те, що вони не мовлять для Сполучених Штатів.

### Виробнича компанія
У 2016 році Viacom запустила власну дочірню компанію Viacom International Studios, штаб-квартира якої знаходиться в Маямі. Її першою постановкою був Я Френкі для Nickelodeon. Після злиття Viacom і CBS вона була перейменована в ViacomCBS International Studios. 24 червня 2020 року ViacomCBS International Studios і сестринська Miramax планували спільне виробництво «Турецького детектива», адаптації серіалу романів. 2 вересня 2020 року студія повернулася до виробництва з бекдор-структурою Мексики. 7 жовтня 2020 року стало відомо, що компанія оптимізує структуру міжнародних продажів. 30 листопада 2021 року студія запустила програму першої угоди з п'ятьма британськими письменниками, щоб підсилити різноманітні голоси.

## Channel 5 (Велика Британія)
1 травня 2014 року Viacom придбала Channel 5 Broadcasting Ltd, і її поточні канали:
- Channel 5
- 5Select
- 5Star
- 5USA
- 5Action

## BET

### Актуальні канали
- Франція
- BET Франція

### Колишні канали
- Велика Британія та міжнародні ринки
- BET International

## Colors TV
- Colors (HD)
- Colors Bangla (HD)
- Colors Gujarati
- Colors Kannada (HD)
- Colors Marathi (HD)
- Colors Rishtey
- Colors Tamil (HD)
- Colors Odia
- Colors Infinity (HD)
- Colors Super
- Colors Maha One (HD)

## Comedy Central

### Актуальні канали
- Австралія та Нова Зеландія
- Comedy Central Австралія та Нова Зеландія

### Колишні канали
- Нідерланди
- Comedy Central Family Нідерланди

- Швеція
- Comedy Central Швеція

- Данія
- Comedy Central Данія

- Чехія
- Prima Comedy Central

## MTV

### Актуальні канали
- Африка
- MTV Африка
- MTV Base Африка
- MTV Hits

- Австралія та Нова Зеландія
- MTV Австралія та Нова Зеландія
- MTV Classic Австралія та Нова Зеландія
- Club MTV Австралія
- MTV Hits Австралія та Нова Зеландія

- Бразилія
- MTV Бразилія
- MTV 00s
- MTV Live

- Канада[a]
- MTV Канада
- MTV2 Канада

- Чилі
- MTV Латинська Америка
- MTV 00s
- MTV Hits
- MTV Live
- Club MTV

### Колишні канали
- Адріатичний регіон[b]
- MTV Адрія

- Австрія
- MTV Австрія

- Китай
- MTV Китай

- Литва та Латвія
- MTV Литва та Латвія

- Південна Корея
- SBS MTV[c]

## Network 10 (Австралія)
Один із трьох комерційних безкоштовних каналів Австралії. Ten Network Holdings була куплена CBS Corporation 16 листопада 2017 року, ставши частиною ViacomCBS Networks International після злиття з Viacom у 2019 році.
Телеканали:
- Network 10
- 10 Peach
- 10 Bold
- 10 Shake
- 10 HD

Цифрові ресурси:
- 10 Play
- 10 Daily
- Paramount+ (На заміну 10 All Access)

## Nickelodeon

### Актуальні канали
- Австралія та Нова Зеландія
- Nickelodeon Австралія та Нова Зеландія

- Данія
- Nickelodeon Данія

- Естонія
- Nickelodeon Global

- Фінляндія
- Nickelodeon

- Франція та франкомовні регіони
- Nickelodeon Франція

- Ізраїль
- Nickelodeon Ізраїль

- Італія
- Nickelodeon Італія

- Латинська Америка
- Nickelodeon Латинська Америка

- Латвія
- Nickelodeon Global

- Близький Схід і Північна Африка
- Nickelodeon Арабія

- Нідерланди та Фландрія
- Nickelodeon Нідерланди та Фландрія

- Норвегія
- Nickelodeon Норвегія

- Пакистан
- Nickelodeon Пакистан

- Словаччина
- Nickelodeon Global

- Південно-Східна Азія
- Nickelodeon Азія

- Південна Африка
- Nickelodeon Африка

### Колишні канали
- Китай
- HaHa Nick

## Nick Jr.

### Актуальні канали
- Африка
- Nick Jr. Африка

- Німеччина, Австрія та німецькомовна Швейцарія
- Nick Jr. Німеччина, Австрія та Швейцарія

- Греція
- Nick Jr.[d]

- Нідерланди та Фландрія
- Nick Jr. Нідерланди та Фландрія

- Португалія
- Nick Jr. Португалія

### Колишні канали
- Нідерланди
- Kindernet

## Nicktoons

### Актуальні канали
- Албанія
- Nicktoons Албанія

### Колишні канали
- Латинська Америка
- Nicktoons Латинська Америка

- Португалія
- Nicktoons Португалія[e]

- Росія
- Nicktoons Росія

## TeenNick

### Актуальні канали
- Франція
- Nickelodeon Teen

- Польща
- TeenNick Польща

- Румунія
- TeenNick Румунія

### Колишні канали
- Нідерланди
- TeenNick Нідерланди[f]

## NickMusic
- Австралія та Нова Зеландія
- NickMusic Австралія та Нова Зеландія

## Paramount Network

### Актуальні канали
- Велика Британія та Ірландія
- VH1 Велика Британія та Ірландія
- VH1 Classic
- VH2[g]

- Бразилія
- Paramount Network Бразилія

### Колишні канали
- Австралія
- Spike Австралія

## VH1

### Актуальні канали
- Індія
- VH1 Індія

### Колишні канали
- Бразилія
- VH1 Бразилія
- VH1 HD
- VH1 MegaHits

- Україна
- VH1 Europe
- VH1 Classic

## Інші мережі

### Chilevisión
• Chilevisión

### Game One
- Game One

### J-One
- J-One

### Super!
- Super!

### Telefe
- Telefe
- Telefe Internacional

### CBS International (у співволодінні зAMC Networks International)
- RealityXtra
- CBS Europa
- CBS Reality
- Legend[h]

## Колишні мережі

### VIVA
VIVA Media GmbH (до 2004 року VIVA Media AG ) була музичною телевізійною мережею з Німеччини, заснованою як альтернатива MTV керівниками Time Warner Томом МакГратом і Пітером Богнером разом із Руді Долезалом і Ханнесом Россахером з DoRo Productions, які створювали музичні кліпи. Канал був трансляцією VIVA Німеччина як VIVA Media AG з 1993 року, та з 2004 року належав їхньому колишньому конкуренту Viacom, материнській компанії MTV. Канали Viva існували у деяких країнах Європи; перші дочірні компанії були запущені в Польщі та Швейцарії в 2000 році.
АвстріяVIVA Австрія був запущений в травні 2012 року, 15% програм телеканалу складалися з австрійської музики, музичних топів і програм про стиль життя, орієнтованих на австрійський ринок. Маркетингом і просуванням каналів займалися Goldback Media. До 2012 року VIVA Німеччина транслювався по всій Австрії з локалізованою рекламою та спонсорством для Австрії.
НімеччинаVIVA Німеччина
Німецькомовна ШвейцаріяVIVA Швейцарія
ПольщаVIVA Польща — польський музичний телеканал, заснований 10 червня 2000 року німецькою компанією VIVA Media AG. 17 липня 2012 року канал перестав бути мережею FTA і був відключений від супутника Eutelsat Hot Bird 13A. У 2014 році станція скасувала шоу місцевого виробництва. У 2015-2017 роках станція скасувала всі реаліті-шоу і продовжувала грати лише електронну танцювальну музику. До нового розкладу мовлення на станції лунала польська та міжнародна поп-музика, танцювальна, рок- та хіп-хоп музика.
УгорщинаVIVA Угорщина — музичний телеканал, запущений 27 червня 1997 року під назвою Z+. Як і дочірні канали, він містив локалізовані музичні відео, програми, ведучих і шоу в чартах. Телеканал почав використовувати новий логотип 2 квітня 2012 року. Був замінений на MTV Music 3 жовтня 2017 року.
НідерландиThe Box спочатку був голландським музичним каналом, який дозволяв глядачам голосувати за музичні відео. Він належав VIVA Media. Був запущений у 1995 році та був замінений на Comedy Central у 2007 році.
Велика Британія та ІрландіяVIVA було запущено 26 жовтня 2009 року, замінивши TMF, і припиив трансляцію 31 січня 2018 року.

### TMF
- The Music Factory
  - TMF Flanders
  - TMF Нідерланди

### CBS International (у співвласності зAMC Networks International)
- CBS Action
- CBS Justice

## Нотатки
1. ↑  Належить Bell Media за ліцензією Paramount
2. ↑  Обслуговував Боснію та Герцеговину, Хорватію, Косово, Північну Македонію, Чорногорію, Сербію та Словенію
3. ↑   Спільне підприємство з SBS
4. ↑  Грецький блок програм
5. ↑  Lisboan only; replaced by VH1 Europe
6. ↑  Нині Paramount Network
7. ↑  Замінений на MTV Flux влітку 2006 року
8. ↑  Раніше Horror Channel